# Hendrik II van Rodez
Hendrik II van Rodez (rond 1236 - 1304), uit het huis Millau, was graaf van Rodez en burggraaf van Carlat en Creyssel vanaf 1274 tot aan zijn dood in 1304. Hij was de zoon van Hugo IV, graaf van Rodez en burggraaf van Carlat en Creyssel. Zijn moeder was Isabella van Roquefeuil.
In het jaar 1296 maakte hij een einde aan een aanslepend geschil door feodale hommage te betonen aan de abt van Aurillac voor zijn lenen Carlat en Carladès.
Hij trouwde met Marquise van Les Baux in 1256, zij was de dochter van Barral I, heer van Les Baux en burggraaf van Marseille, en Sibylle van Anduze. Samen kregen zij één dochter:
- Isabella, burggravin van Carlat die in 1290 trouwde met Godfried V van Pons

In 1270 hertrouwde Hendrik met Mascarosse van Comminges, de dochter van Bernard VI, graaf van Comminges, waarschijnlijk nadat hij eerst Marquise van Barral had verstoten. Met Mascarosse kreeg hij de volgende kinderen:
- Hugo
- Cecilia, die in 1298 trouwde met Bernard VI, graaf van Armagnac
- Beatrix, die in 1295 trouwde met Bernard III, heer van La Tour
- Walpurgis, die in 1298 trouwde met Gaston van Armagnac, graaf van Fézenzaguet

In 1302 hertrouwde hij met Anna van Poitiers, met wie hij verder geen kinderen had.